# Euxoa erubescens
Euxoa erubescens là một loài bướm đêm trong họ Noctuidae.